# Vanuatu na Mistrzostwach Świata w Lekkoatletyce 2009
Vanuatu na Mistrzostwach Świata w Lekkoatletyce 2009, reprezentowane było przez dwoje zawodników - 1 mężczyznę i 1 kobietę, którzy nie zdobyli żadnego medalu podczas tych mistrzostw.

## Zawodnicy

### Bieg na 100 m kobiet
- Elis Lapenmal – 51. pozycja (13.11 sek. → nie awansowała dalej)

### Bieg na 800 m mężczyzn
- Arnold Sorina – 47. pozycja (2:00.13 min. → nie awansował dalej; SB[2])